# ایتسوکی یامادا
ایتسوکی یامادا (انگلیسی: Itsuki Yamada؛ زادهٔ ۵ اکتبر ۱۹۹۰) بازیکن فوتبال اهل ژاپن است.